# T-Bone Walker
Aaron Thibeaux Walker, noto come T-Bone Walker o Oak Cliff T-Bone, (Linden, 28 maggio 1910 – Los Angeles, 16 marzo 1975), è stato un chitarrista e cantautore statunitense.
Il suo stile compositivo ne ha fatto uno dei pionieri della chitarra elettrica moderna, innovativo al pari del suo modo di suonare lo strumento; non era inusuale, durante le sue esibizioni dal vivo, che Walker la tenesse sul collo o dietro la schiena durante gli assoli, anticipando ed influenzando molti acrobati della chitarra che sarebbero venuti: su tutti Jimi Hendrix, il quale lo ha più volte menzionato quale uno dei suoi principali ispiratori. È stato il principale precursore dell'Electric blues.
T-Bone Walker è stato inserito nella Rock and Roll Hall of Fame nel 1987.

## Infanzia e debutto
Nato a Linden (sobborgo divenuto parte della città di Dallas nel 1903), in Texas, si trasferì in giovane età in una contea a sud di Dallas chiamata Oak Cliff assieme alla sua famiglia, di origini afroamericane e cherokee.
A Oak Cliff il giovane Walker ebbe modo di conoscere Blind Willie Johnson, celebre chitarrista spiritual dell'epoca, da cui apprese diversi elementi che entreranno a far parte del suo modo di approcciare lo strumento.
Il suo debutto discografico avvenne nel 1929 con la Columbia Records, per la quale incise il 78 giri Wichita Falls Blues/Trinity River Blues con il nome di Oak Cliff T-Bone.

## Lo stile
Il suo sound caratteristico non emergerà fino al 1942, quando venne dato alle stampe per la Capitol Records il blues Mean Old World. La maggior parte delle sue registrazioni, comunque, ebbe luogo tra il 1946 ed il 1948 per la Black & White Records: da queste session provengono brani come Call It Stormy Monday (But Tuesday's Just As Bad) e T-Bone Shuffle, entrambi comunemente ritenuti classici del blues.
Il primo in particolare, comunemente noto come Stormy Monday, è divenuto negli anni una vera e propria pietra miliare; oltre ad essere stato uno standard nelle esibizioni dal vivo degli Allman Brothers, venne ripreso anche da altri artisti come Etta James e B.B. King, il quale ebbe a dire che fu proprio il blues in questione a spingerlo ad imparare a suonare la chitarra.
Dal 1950 al 1954 Walker passò sotto contratto con la Imperial Records, effettuando diverse registrazioni in collaborazione con Dave Bartholomew.
Nel quinquennio successivo l'attività di Walker subì una prima battuta d'arresto; il suo unico disco di quel periodo, successivamente pubblicato dalla Atlantic Records nel 1960, venne dispersivamente registrato in tre sessioni tenutesi nel 1955, nel 1956 e nel 1959.
Nonostante il successo riscosso a seguito della sua partecipazione all'edizione del 1962 dell'American Folk Blues Festival la sua attività non accennò segni di ripresa, rallentando in modo continuo negli anni successivi.
T-Bone Walker morì il 16 marzo 1975, stroncato da un ictus cerebrale. Le sue spoglie sono tumulate nel cimitero di Inglewood, in California.

## Discografia

### Album studio
- I Want A Little Girl - 1968
- The Truth - Black & Blue, 1968
- Feelin'The Blues - 1969
- Good Feelin' - Polydor, 1970
- Fly Walker Airlines - Polydor, 1973

### Raccolte essenziali
- Sings The Blues - Imperial, 1959
- T-Bone Blues - Atlantic, 1959
- Very Rare - Reprise Records, 1974
- The Complete Imperial Recordings 1950-1954 - Imperial/EMI, 1991, CDP-7-96737-2
- The Complete Capitol/Black & White Recordings - Capitol, 1993
- The Very Best Of T-Bone Walker - Rhino, 2000